# José Aguirre Gainsborg
José Aguirre Gainsborg professor boliviano e militante trotskista na Bolívia, fundador do Partido Obrero Revolucionario.

## Biografia
José Aguirre Gainsborg nasceu no consulado boliviano de Nova York, em 8 de julho de 1909, quando seu pai José Aguirre Achá exercia funções consulares.

Pela sua origem de classe e por sua família tinha o privilégio de permanecer em contato com ideias e livros. Não foi autodidata e em seus escritos nota-se o desejo de escrever bem e desenvolver sistematicamente o seu pensamento. Avantajado estudioso da filosofia marxista, muitas vezes ficava à beira do esquematismo, traço preponderante entre os estudantes universitários. Contudo e devido à sua morte prematura, só pôde dar os primeiros passos, não teve a oportunidade de desenvolver integralmente sua personalidade. Provavelmente, o que chamou a atenção de seus contemporâneos foi a sua boa informação sobre questões internacionais, o leitor não deve esquecer que a Bolívia é uma ilha a que o impacto das ideias e eventos mundiais chegam atrasados, deformado pela ação do tempo e o atraso cultural.
Em 1929 prestou o serviço militar obrigatório, mas foi afastado por doença. Para continuar seus estudos, foi forçado a ensinar. Aos 19 anos era professor de história e geografia do Instituto Americano. Em 1932 se formou na Faculdade de Direito de Cochabamba. O jovem advogado não exerceu a profissão nem queria ser chamado de "doutor", como fazem os outros.
O fato de que quando saiu exilado, durante a guerra do Chaco, foi incorporado ao Comitê Central do Partido Comunista chileno, nos permite supor que esteve vinculado ao Partido que chamamos Comunista Clandestino, organizado sob a inspiração do Secretariado Latino-Americano da Terceira Internacional. 

### O Estudante Revolucionário
José Aguirre Gainsborg foi uma das principais figuras da geração da reforma universitária (toma seus primeiros contatos com o problema social, com o marxismo e com o movimento operário através da luta estudantil da época).

Não se transformou em socialista por pertencer ao movimento "reformista", mas ao contrario, o político marxista deu sua própria interpretação à reforma universitária: "Não podemos afirmar que o movimento que impulsionou a reforma universitária foi socialista. O próprio conteúdo da reforma universitária não é socialista, é democrático, e – salvo alguns dirigentes contados a dedo que antes do movimento entraram em contato com a ideologia que no nosso tempo agita o mundo e que buscavam com as reivindicações universitárias a possibilidade de revisar concepções arcaicas – o movimento, no que teve de aceitação na massa estudantil, não pode nem poderia rebaixar seu caráter democrático". . Aguirre foi um desses poucos dirigentes que se integra no movimento reformista já marxista confesso e com a finalidade de imprimir-lhe um alento revolucionário. Que seguiu mantendo sua filiação ideológica depois de 1930 (ano da revolução contra Hernando Siles Reyes) se demonstra porque depois encaminhou seus esforços para se ligar ao movimento operário e porque teve o valor e o acerto de assinalar as limitações da reforma universitária.

Essa atitude crítica da reforma universitária foi única na ampla gama de opiniões da esquerda boliviana. Os outros, entre eles Jose Antonio Arze e Ricardo Anaya, se esgotaram na luta reformista. A luta limitadamente democrática levou seus teóricos a desembocarem no nacionalismo, no estalinismo, na teoria da revolução por etapas.
Os estudantes, ao lutar pela autonomia universitária, obrigaram o governo a desatar uma repressão bestial, o que os empurrou para buscar apoio no movimento operário, cuja expressão sindical atravessava um período de florescimento.
 
Em 1929 foi o Secretario de Vinculação Operária da Federação de Estudantes Universitários de La Paz. Nesta época os universitários socialistas e os operários avançados ocupavam a mesma trincheira. O crescente mal-estar social se traduziu em uma agitação ameaçadora. Em Potosí e Cochabamba o governo pretendeu afogar em sangue a inquietude popular. Em La Paz quase toda a direção da Federação de Estudantes foi presa.
O Aguirre dos primeiros anos de atividade sentia-se predestinado a soldar-se aos operários para guiá-los e educá-los. Somente depois, quando entrou em contato com o proletariado chileno, compreenderá por que Lênin disse que no partido revolucionário desaparece a diferença entre operários e intelectuais. Para a juventude "revolucionária" dos anos trinta a reforma universitária salvaria também os operários.
A juventude que se temperou nas lutas, rapidamente se orientou, majoritariamente, ao carreirismo que oferece a classe dominante. Somente alguns abraçaram e persistiram no marxismo. Os redatores do semanário "Bandera Roja", por exemplo, acabaram servindo os partidos políticos rosqueros . Os mais ousados tentaram estruturar um "nacionalismo socializante"  e terminaram prostrados ante o imperialismo norte-americano.

É admirável que José Aguirre Gainsborg evoluísse até converter-se em militante do Partido Comunista clandestino e, mais tarde, no líder da Oposição de Esquerda do Chile e da Bolívia.

### O Trabalho em Cochabamba
O estudante se foi se convertendo em um verdadeiro revolucionário, ou melhor, foi se proletarizando, no sentido leninista do termo, ou seja, ao se identificar ideologicamente com a classe chamada a sepultar a burguesia putrefata. "El País" de Cochabamba nos traz o único testemunho que se tem a respeito: "organizador, chefe espiritual da Federação Operária do Trabalho desta cidade, durante os anos 1929-1932" . Ou seja, fez intervenção nos sindicatos para convertê-los em organizações revolucionarias, para influenciá-los ideologicamente. Esta atividade se converteu no eixo central das atividades de toda sua vida. Quando o estudante se viu obrigado a mudar-se para Cochabamba ingressou na Faculdade de Direito. Assim continuou a tradição de sua família; para eles era inconcebível que um filho dos Aguirre e dos Gainsborg não entrasse para a enorme legião dos "doutores".

Estava colocado o conflito, que lhe atormentou durante toda sua curta existência, entre as ideias que remodelaram sua personalidade e o conservadorismo indiscutível de sua família, pese o liberalismo de seu pai e de seu avo.

A aprendizagem de uma profissão que já se sabe de antemão que não vai exercer é uma lamentável perda de tempo. Mas, para Aguirre não restava outro caminho. A miséria cultural das universidades bolivianas não lhe permitiu sorver nas aulas todos os conhecimentos com que precisava se armar o futuro lutador. A vida, a luta diária, as perseguições e prisões, o desterro serão suas verdadeiras universidades. Na aprendizagem do marxismo o universitário Aguirre Gainsborg foi um autodidata.

Durante os anos de 1930-32, a Bolívia sofre sob a pressão da crise econômica de 1929. As medidas repressivas se acentuam paralelamente à convulsão social.

A revolução de junho de 1930 um movimento contra a tentativa de autoprorrogação de mandato do presidente Hernando Siles Reyes potenciado pelo patiñismo . Setores militares foram os protagonistas centrais. O movimento começou em Oruro e encontrou ressonância no ambiente convulsionado (sobre tudo o estudantil) de La Paz. O Colégio Militar apressou-se em somar a insurreição 

Em 20 de julho de 1932, o governo Daniel Salamanca Urey decretou o estado de sitio, "prevendo complicações que possam comprometer a paz da Nação", diz a respectiva disposição governamental. Entre os que assinaram tal documento aparece Enrique Hertzog Garaizabal . A medida foi disposta principalmente para descabeçar o movimento revolucionário. O presidente Salamanca pontualizou  : "... “A atividade comunista se intensificou com o recente conflito, e ainda que o provado patriotismo do povo condene seus alcances, foi importante opor-lhe uma vala legal. Essa perseverante e calculada propaganda pretendeu destruir a disciplina do Exército, com incitação à desobediência na tropa, e tentativas de vitimar os chefes e oficiais, para nos colocar em uma situação muito delicada”". 

A repressão policial não se deixou esperar. No mesmo mês de julho José Aguirre Gainsborg foi preso e transferido de Cochabamba a La Paz, juntamente com outros elementos catalogados como "agitadores", e permaneceu incomunicável até 11 de agosto, quando foi confinado na mina Laurani .

### A guerra do Chaco
A onda do chauvinismo havia afogado o protesto e se pôs em evidencia a impotência dos jovens revolucionários, ainda não maduros totalmente e terrivelmente desorganizados. Mais tarde Aguirre dirá: 

"Sobre o terreno da crise, que compreende de 1929 a 1932, o governo de Siles foi deposto e passa a existir a necessidade de uma política de guerra, com o tradicionalismo colocando sua última carta: Salamanca presidente. A educação chauvinista ingênua do povo, contribui como um fator psicológico importante a lhe abrir caminho e abraça a causa dessa guerra de três meses que deveria conduzir-lhe facilmente até Assunção. "

"Podemos afirmar que a guerra foi à plataforma de todos os partidos tradicionais que viram nela um êxito político e as perspectivas econômicas do petróleo, reservado até então em favor da 'Standard Oil Co.'. A guerra, representa também de forma indireta a causa dos grandes mineradores desesperados com a bancarrota, e para a classe media pauperizada a oferta e distribuição de benefícios e de futuras vantagens políticas e burocráticas (tão escassas neste momento)... "  

"A derrota e as responsabilidades abrem uma nova brecha nas classes dominantes da Bolívia, estas obrigam as forças armadas a se livrarem de Salamanca e a tomar para si mesmas a diplomacia pacificadora. Em seguida, encontram sua afirmação ascendendo ao poder. Desta maneira o povo não se enquadrou nas fileiras exíguas e nascentes do Partido Obrero Revolucionario, formado no estrangeiro, nem no Partido Republicano Socialista de Saavedra, apesar de sua hábil oposição, mas transferiram suas vagas aspirações de reforma à juventude civil ligada aos militares. O povo se agrupa ao redor do “Palacio Quemado”, como ocorreu no Chaco, sem ter satisfeito suas necessidades; para o povo não importa que o militarismo mudou seu itinerário de La Paz-Asunción para Chaco-La Paz, mas seus permanentes problemas econômicos e culturais, que se confundem para a população com a divisão das posições deixadas vagas pelo tradicionalismo". .

### O Exílio no Chile
Como dito José Aguirre Gainsborg entrou ao Partido Comunista clandestino em 1930, onde conheceu alguns elementos de destaque que construiriam o futuro Partido Obrero Revolucionario. Dadas as condições de isolamento bolivianas podemos assegurar que a ideologia do Partido Comunista clandestino não era estritamente stalinista. Em suas fileiras se agruparam militantes que evoluíram dentro dos rudimentos do marxismo e que se tornaram esquerdistas pela influência da revolução russa e do movimento da reforma universitária. Nesse momento a própria luta que travada pela Oposição de Esquerda Internacional, não encontrou ressonância imediata dentro das fronteiras bolivianas. 

Quando José Aguirre chega exilado ao Chile levava como bagagem sua escassa experiência adquirida no meio estudantil e operário. Seu contato com os marxistas chilenos foi o encontro com uma verdadeira escola revolucionária.
O jovem marxista boliviano formou fileiras no Partido Comunista chileno e chegou a seu Comitê Central, nesse momento profundamente sacudido pela luta dos trotskistas contra a degeneração burocrática do stalinismo. Neste ambiente Aguirre demonstrou seu verdadeiro valor; foi imediatamente ganho pela Oposição de Esquerda (Izquierda Chilena), que, chegou a contar com maior número de adeptos do que a fração oficial. 

Os exilados bolivianos se agruparam na Izquierda Boliviana, que começou se chamando Associação Comunista Boliviana. 

Ganho pela Oposição de Esquerda se converteu em um dos lideres da cisão do comunismo. Na "Conferência Nacional do Partido Comunista chileno" de julho de 1933,  "Fernández  , membro do Comitê Central" , foi expulso por levar  "a cabo uma luta aberta contra a Internacional Comunista e propagar as concepções contrarrevolucionárias do renegado Trotsky" .  Foi acusado de influenciar os setores juvenis e por em julgamento a infalibilidade da direção da Internacional Comunista. 

O fundador do "Partido Obrero Revolucionario" se tornou rapidamente militante da Oposição de Esquerda, que não foi reconhecida como fração e perseguida pelo stalinismo. 

### A fundação do POR
Os trabalhos preparatórios da formação do partido revolucionário compreenderam uma incansável e longa discussão acerca do que devia ser a futura vanguarda revolucionária altiplânica do proletariado e qual sua ligação com a luta internacional que se livrava entre o "stalinismo" contrarrevolucionário e a "Oposição de Esquerda" trotskista, herdeira da teoria revolucionária deixada desde a "Primeira Internacional" até os "quatro primeiros congressos da Internacional Comunista". 

O significado capital do grupo estruturado por José Aguirre Gainsborg no Chile estava no fato de propor formar nada menos que um partido bolchevique na atrasada Bolívia, como seção da Oposição de Esquerda Internacional. Para materializar seus objetivos não teve mais remédio que recorrer ao caminho cheio de dificuldades e dissabores de aglutinamento de grupos e pessoas. A discussão ocasionou cisões e nucleamentos nos meios revolucionários. Pela primeira vez os comunistas bolivianos subordinaram os interesses nacionais aos grandes objetivos do movimento revolucionário internacional. a atomização extrema do movimento marxista não se deixou esperar (grupos Tupac Amaru, Izquierda Boliviana, Exiliados en el Perú, etc). Incluindo agrupamentos ao redor de caudilhos: o núcleo formado por Tristán Marof, o mais importante por seu número e o mais inócuo e centrista pelas ideias; o de José Antonio Arze, personagem mais boêmio e livresco que marxista, etc. 

Os trabalhos preparatórios para a formação do partido revolucionário chegaram em seu ponto culminante em 1934-1935. No Chile, o setor mais evoluído dos marxistas bolivianos se voltou abertamente para o trotskismo. Os outros abraçaram o centrismo do Partido Socialista Popular ou tiveram medo de exteriorizar seu anti-stalinismo.
José Aguirre, seus amigos e seguidores (Rafael Chávez – conhecido como Ortiz –, Delgado, Montalvo, os irmãos Antezana, etc.) fizeram sua a ideologia da Oposição de Esquerda e que, mais tarde, será incorporada ao Programa da Quarta Internacional (setembro de 1938): "A crise da humanidade não é outra coisa que a crise da direção do proletariado". Representantes do Grupo Revolucionario Tupac Amaru, da Izquierda Boliviana de Chile, junto com alguns outros revolucionários, se reuniram no Congresso de Córdoba (junho de 1935). 

A estrutura ideológica e programática do partido foi dada por Aguirre: "As teses vieram já redigidas por Aguirre, que as trouxe do Chile. Em Córdoba só as passaram a limpo e foram transformadas no esqueleto do Partido Obrero Revolucionario" .

O grande erro do jovem José Aguirre consistiu em colocar na cabeça do novo Partido Tristán Marof, com a ideia de capitalizar seu prestigio continental de "temível revolucionário". Nesse momento Marof já era conhecido na Argentina como um boêmio empedernido e irresponsável, mais versado em trapaças que em marxismo. Este equívoco foi pago caro por todo o movimento revolucionário e não unicamente pelo POR. Na verdade, o Congresso de Córdoba permitiu a fusão, mais formal que política, de diferentes grupos políticos que tinham como antecedentes comuns as lutas revolucionarias de então na Bolívia. 

Para José Aguirre Gainsborg o nascente Partido Obrero Revolucionario era a expressão boliviana da Oposição de Esquerda – do trotskismo internacional –, na qual teve destacada atuação. Este pensamento claro não era compartilhado pelos dirigentes que tinham como centro de sua atividade a Argentina. Os marofistas tiveram especial cuidado em dissimular a verdadeira orientação ideológica do POR e o converteram em centrista. Más tarde, os seguidores de Tristán Marof nunca buscaram se integrar a Quarta Internacional. 

O grupo que seguia Marof – concentrado principalmente na Argentina – abrigava a ilusão – por tanto a possibilidade de uma decepção como de fato ocorreu – de que apenas com a simples noticia de sua fundação, o Partido Obrero Revolucionario ia se propagar rapidamente e que o flamejante Partido chegaria rapidamente a se converter numa agrupamento de massas, poderoso e temível. O milagre não ocorreu e a decepção alentou tendências aventureiras que se ocultavam sob a confusa fraseologia esquerdizante. Imediatamente os marofistas concluíram que se equivocaram nos métodos organizativos e que a rigorosidade teórica era o melhor meio de afugentar os possíveis simpatizantes. Desde então uma fração de dirigentes poristas deu as costas ao Partido que contribuiu para fundar e passaram a colocar todo seu empenho em encontrar o caminho que os levasse – por cima dos princípios e da própria tradição – diretamente para um partido de massas. 

Por fim Marof preparava o terreno para que prosperasse sua teses de ruptura com Aguirre que acabou ocorrendo em 4 de outubro de 1938 onde os marofistas saíram do POR para fundar o PSOB

### Segundo Exílio, Retorno e Morte Prematura
Em12 de maio de 1936, o governo, visivelmente incomodado pela incansável atividade de José Aguirre Gainsborg, ordena sua detenção, juntamente com a de G. Silva e Wálter Alvarado, acusados de instigar a greve geral que estava ocorrendo. Depois de ser transferido para Viacha conseguem sua liberdade, mediante o recurso de habeas corpus (15 de maio). Assim Aguirre pode assistir a reunião do Comitê Executivo de Greve, oportunidade em que pediu com energia a suspensão do estado de sitio.
Durante os meses de agosto e setembro acentua sua luta dentro da Federação Operária do Trabalho, buscando dar-lhe uma direção revolucionária capaz e honesta.
Aguirre foi detido novamente em  24 de setembro de 1936 e deportado a Arica, no Chile, juntamente com José Antonio Arze. 

Seu segundo exílio no Chile lhe permitirá militar ativamente no Partido Obrero Revolucionario desse país e tirar os ensinamentos necessários de sua experiência acumulada na Bolívia. Desde o exílio se dirige a seus amigos na Bolívia, uma carta datada de 16 de novembro de 1936, para incitar-lhes a trabalhar pelo partido independente da classe operária, o Partido Obrero Revolucionario e para repudiar os compromissos com o governo militar de Toro, dedicou a partir daí todas suas energias no trabalho de estruturar o POR, uma tarefa paciente, que sabia que seus frutos não seriam colhidos de imediato. Alo proceder assim agia como um verdadeiro bolchevique, estava defendendo a bandeira trotskista frente a todos os aventureiros que renegavam suas ideias, com a finalidade de formar de imediato um grande conglomerado de aderentes.
Em outubro de 1938 se realizou a segunda Conferência (Congresso) do POR, que passará para a história como a conferência do rompimento definitivo com o marofismo. Esta cisão, necessária e inevitável pelo próprio desenvolvimento dos acontecimentos, foi saudável e permitiu que o Partido conseguisse a necessária homogeneidade ideológica. Aguirre formulou, nessa oportunidade, a tese de que se impunha a necessidade de forjar pacientemente um partido bolchevique, pese a todas as dificuldades. 

Em oposição a colocação de José Aguirre, Marof formulou sua famosa tese de 4 de outubro. Ao isolamento do POR deu uma resposta oportunista: "forjar um socialismo adequado à mentalidade das massas atrasadas". Este principio serviu de base ideológica ao Partido Socialista, primeiro, e depois ao Partido Socialista Obrero Boliviano, na verdade, partidos sem doutrina alguma. 

Em 23 de outubro de 1938 - um dia de primavera chuvosa de La Paz - José Aguirre Gainsborg caiu com o cérebro destroçado do alto de uma roda de gigante. O proletariado se estremeceu por instinto, a pequena-burguesia expressou sua admiração póstuma e até seus inimigos o chamaram "mestre e camarada".
Todos os jornais do país lhe dedicaram colunas, as universidades velas fúnebres e os poetas seus versos. Dizem que Ricardo Anaya expressou a seus amigos mais íntimos que "por fim havia desaparecido o odiado Aguirre, ainda que em público pronunciou uma sentida oração fúnebre: "A partir de hoje, quando falarmos de socialismo na Bolívia, não poderemos fazê-lo sem invocar o nome de Aguirre que lhe deu o aporte de sua inteligência... Desde hoje, Aguirre Gainsborg, chefe, amigo e camarada, será o exemplo que esclarece o tempo."
Os que choraram a morte de Aguirre foram os encarregados de jogar terra sobre sua memória e suas ideias. Para o grosso do país, Aguirre é um desconhecido e seus escritos ainda não foram reunidos. 
A história lhe deu razão, o que é suficiente justificação para uma vida, curta ou longa. O fundador do POR morreu em plena juventude, quando seu cérebro começava a dar os frutos da plenitude vital.